# Lyttelton Ridge
Lyttelton Ridge ist ein dunkler, zerklüfteter und bis zu 425 m hoher Gebirgskamm an der Foyn-Küste des Grahamlands auf der Antarktischen Halbinsel. Er ragt mit einer Länge von 6 km in nordwest-südöstlicher Ausrichtung an der Westseite der Churchill-Halbinsel auf.
Der Falkland Islands Dependencies Survey kartierte ihn 1947 und benannte ihn nach dem britischen Politiker Oliver Lyttelton, 1. Viscount Chandos (1893–1972), Produktionsminister im Kriegskabinett unter Winston Churchill. Luftaufnahmen entstanden ebenfalls 1947 bei der US-amerikanischen Ronne Antarctic Research Expedition (1947–1948).